# 大原野神社
大原野神社（おおはらのじんじゃ）は、京都市西京区大原野南春日町にある神社。二十二社（中七社）の一社。旧社格は官幣中社で、現在は神社本庁の別表神社。
奈良の春日社（現・春日大社）から勧請を受けたもので、「京春日（きょうかすが）」の別称がある。その春日大社、京都の吉田神社と並んで、「藤原氏の氏神三社」のひとつに数えられる。また、春日大社から最初に分社されたとされる。

## 祭神
祭神は次の4柱（「春日神」と総称）で、春日大社と同じ。（）内は春日大社での表記。
- 武御賀豆智命（武甕槌命）
- 伊波比主命（経津主命）
- 天之子八根命（天児屋根命）
- 比咩大神（比売神）

## 歴史
京都盆地の西縁、西山山地の一峰にあたる小塩山の麓に広がる大原野の地に鎮座する。
平安京以前に由緒をもつ古社で、延暦3年（784年）に桓武天皇が長岡京へ遷都した際、皇后の藤原乙牟漏が藤原氏の氏神である奈良・春日社（春日大社）の分霊を勧請して、しばしば鷹狩を行っていた大原野に祀ったのに始まる。その最初の鎮座地については諸説あり、延喜式神名帳に記載される入野神社（大原野上羽町）が有力とされる。
嘉祥3年（850年）、藤原冬嗣を祖父に持つ文徳天皇が現社地に社殿を造営した。その際、当社の西にある勝持寺が当社の別当寺となっている。
貞観3年（861年）以降、皇后の参拝が再々あり、また円融天皇、一条天皇が度々行幸するなど藤原氏のみならず朝廷からも特別な崇敬をうけ、平安時代に二十二社に列した。
藤原氏の家に女の子が生まれると、その子が皇后・中宮になれるようにと当社に祈願し、祈願通りになると行列を整えて当社に参詣することが通例となっていた。貞観18年（876年）、清和天皇の女御となった藤原高子（二条の后）が当社に参詣した際、右近衛権中将で高子のかつての恋人であった在原業平がその行幸につき従い、「大原や小塩の山もけふこそは 神世のことも思出づらめ」と詠んでいる。
室町時代末の戦乱で社領を減らし応仁の乱後は荒廃し、その祭祀も中絶したが、江戸時代になり後水尾上皇の頃より復興が行われた。文政5年（1822年）には本殿四棟が再建されている。
幕末の慶応元年（1865年）に至って官祭が復興されている。
明治時代になり神仏分離が行われると、当社と勝持寺の関係も解消された。
1871年（明治4年）に官幣中社に列せられた。
1948年（昭和23年）に神社本庁の別表神社に加列されている。

## 境内
- 本殿 - 一間社春日造の社殿が4棟並ぶ形式は春日大社と同様である。擬宝珠に文政5年（1822年）の銘があることから、この時期に再建されたか大改修を受けたと考えられている[2]。
  - 第一殿（京都市指定有形文化財） - 祭神：武御賀豆智命。文政5年（1822年）再建。
  - 第二殿（京都市指定有形文化財） - 祭神：伊波比主命。文政5年（1822年）再建。
  - 第三殿（京都市指定有形文化財） - 祭神：天之子八根命。文政5年（1822年）再建。
  - 第四殿（京都市指定有形文化財） - 祭神：比咩大神。文政5年（1822年）再建。
- 回廊（京都市指定有形文化財）
- 中門（京都市指定有形文化財） - 拝所でもある。
- 神輿庫
- 神饌所
- 社務所
- 千眼桜 - 数日間しか咲かず「幻の桜」ともいわれる。
- 鯉沢池 - 文徳天皇が奈良の猿沢池を模して造ったといわれる。
- 瀬和井（せがい） - 清和天皇産湯の清水ともいわれている。
- 相撲場 - 土俵が置かれている。

### 摂末社
- 若宮社 - 祭神：天忍雲根命。摂社。一間社、春日造、桧皮葺の社殿で境内で最も古い建物。2013年（平成25年）の修理の際に見つかった棟札とその様式から、建立年代を元禄14年（1701年）にまで遡ることができるとされた。保存状態も良く、春日大社の形式にならって建立されたことを伝える重要な建築として、2017年（平成29年）3月31日に本殿が市指定有形文化財に追加指定された。鯉沢池の東側に西向きで建つ。
- 樫本神社 - 祭神：仁徳天皇。境外摂社。2013年（平成25年）秋に行われた第62回伊勢神宮式年遷宮により、撤去された古殿舎の無償譲与を受けて2017年（平成29年）3月に建て替えられた。
- 八坂社
- 稲荷社
- 八幡社 - 祭神：八幡神。相殿神として白髭社、藤森社も併せて祀る。
- 祓戸社
- 地主社

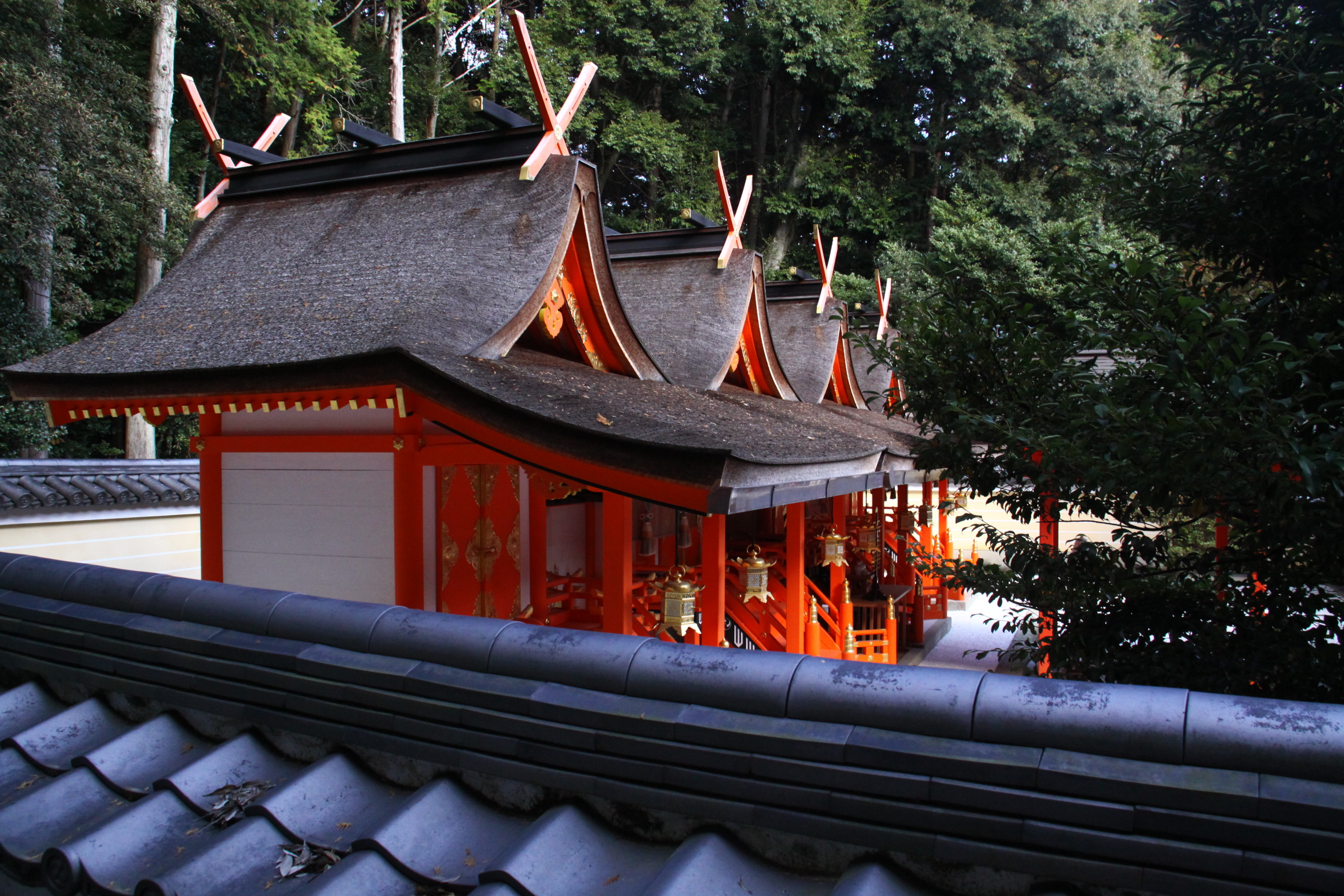
本殿（京都市指定文化財）
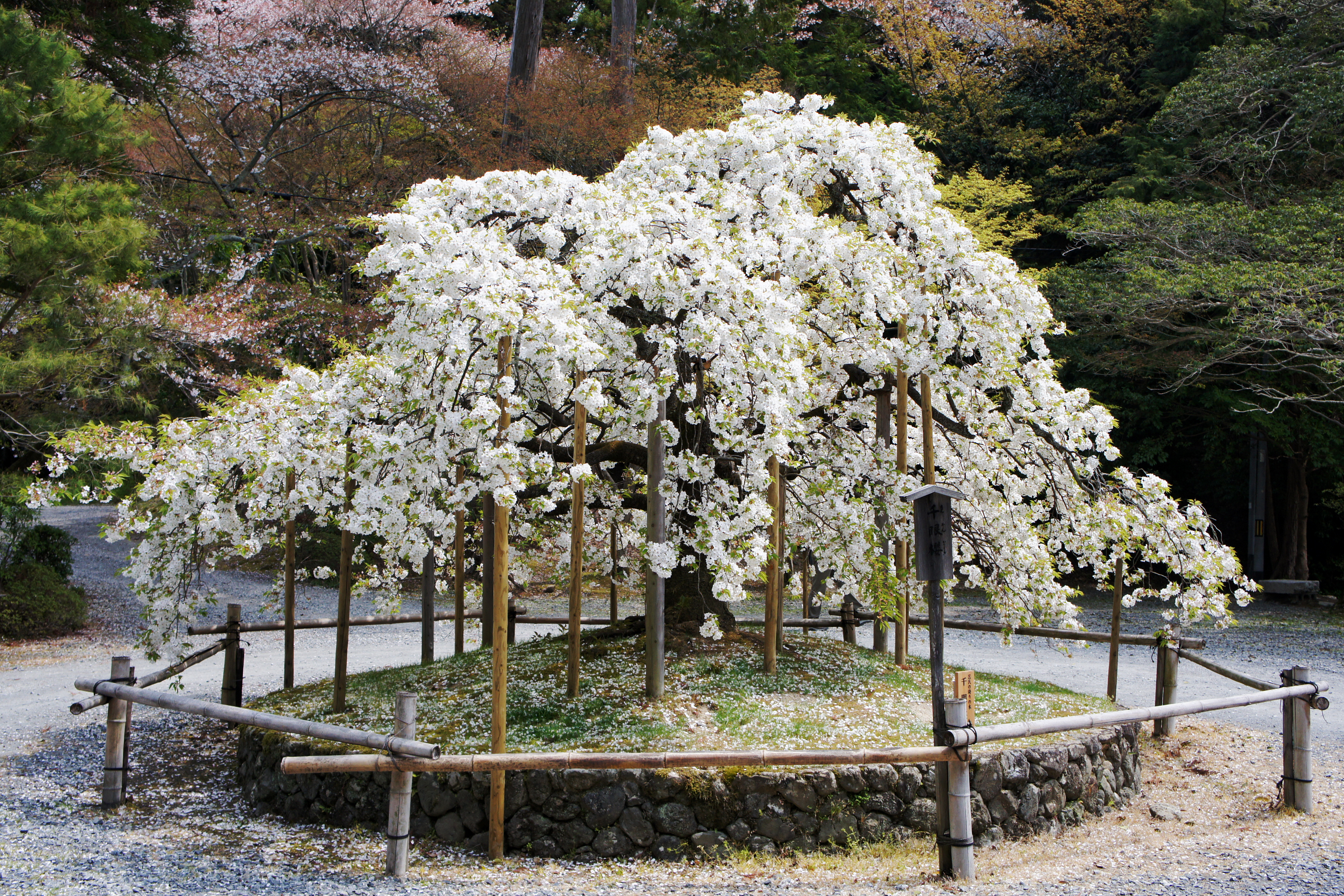
千眼桜
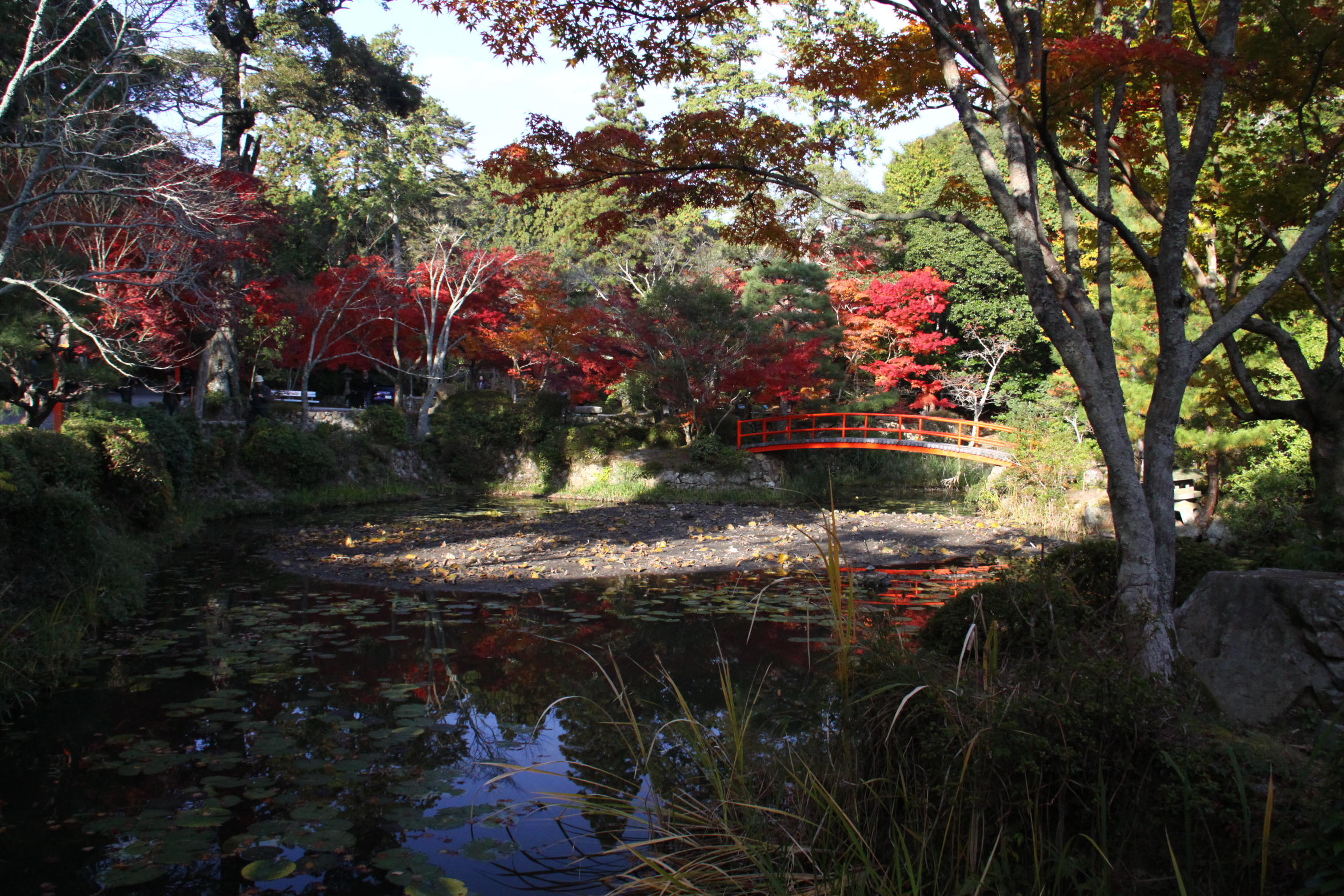
鯉沢の池
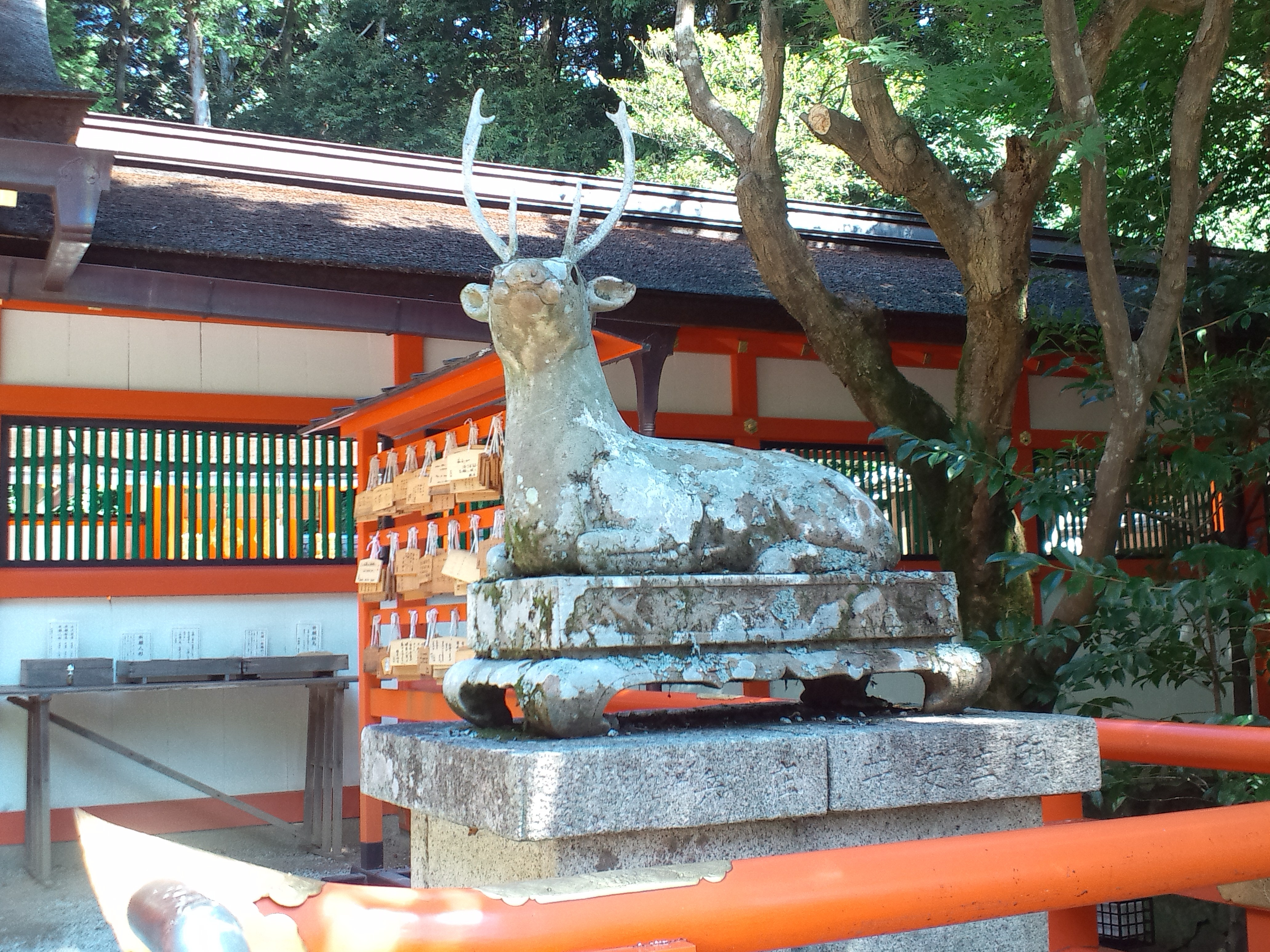
鹿の狛犬
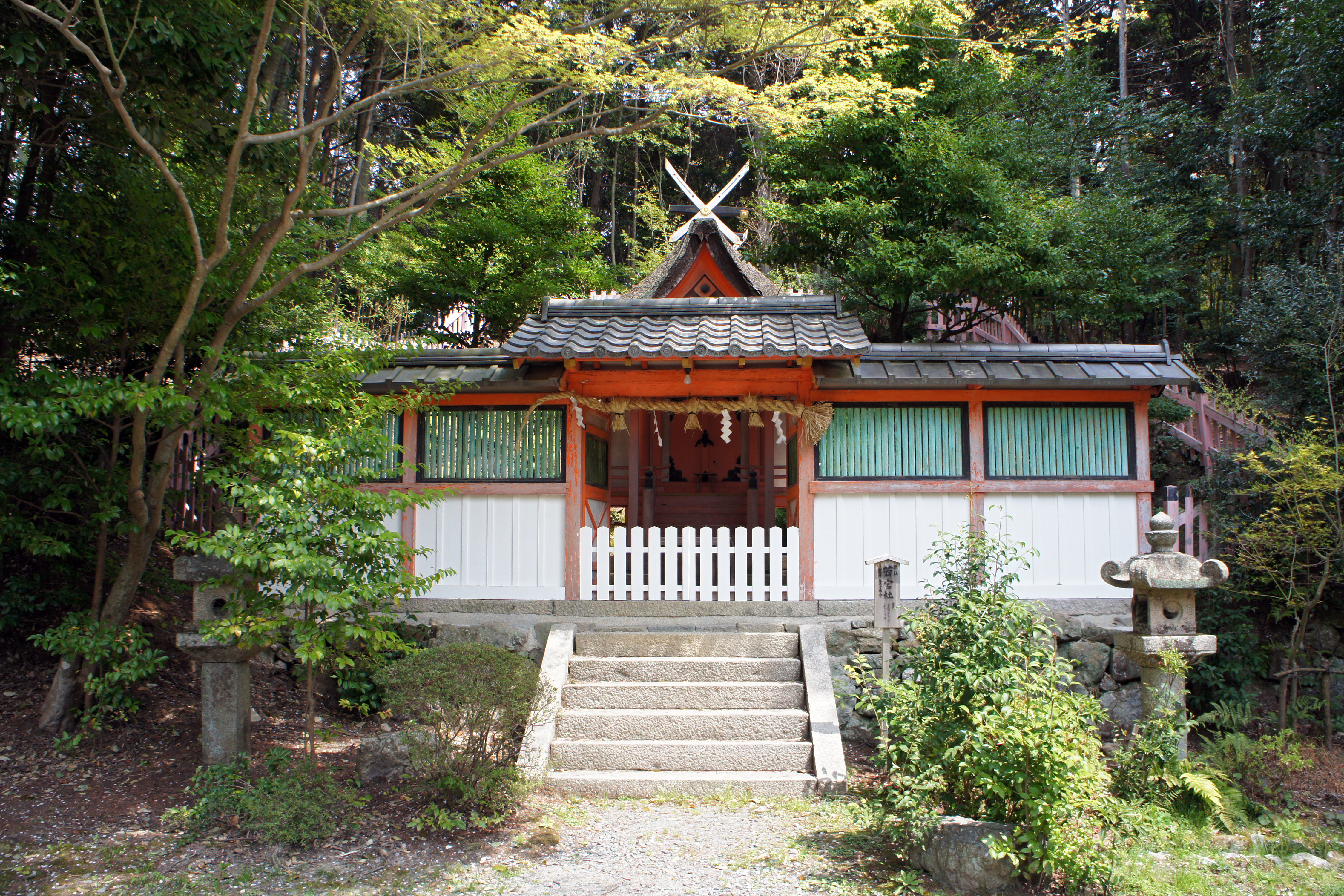
若宮社（摂社）
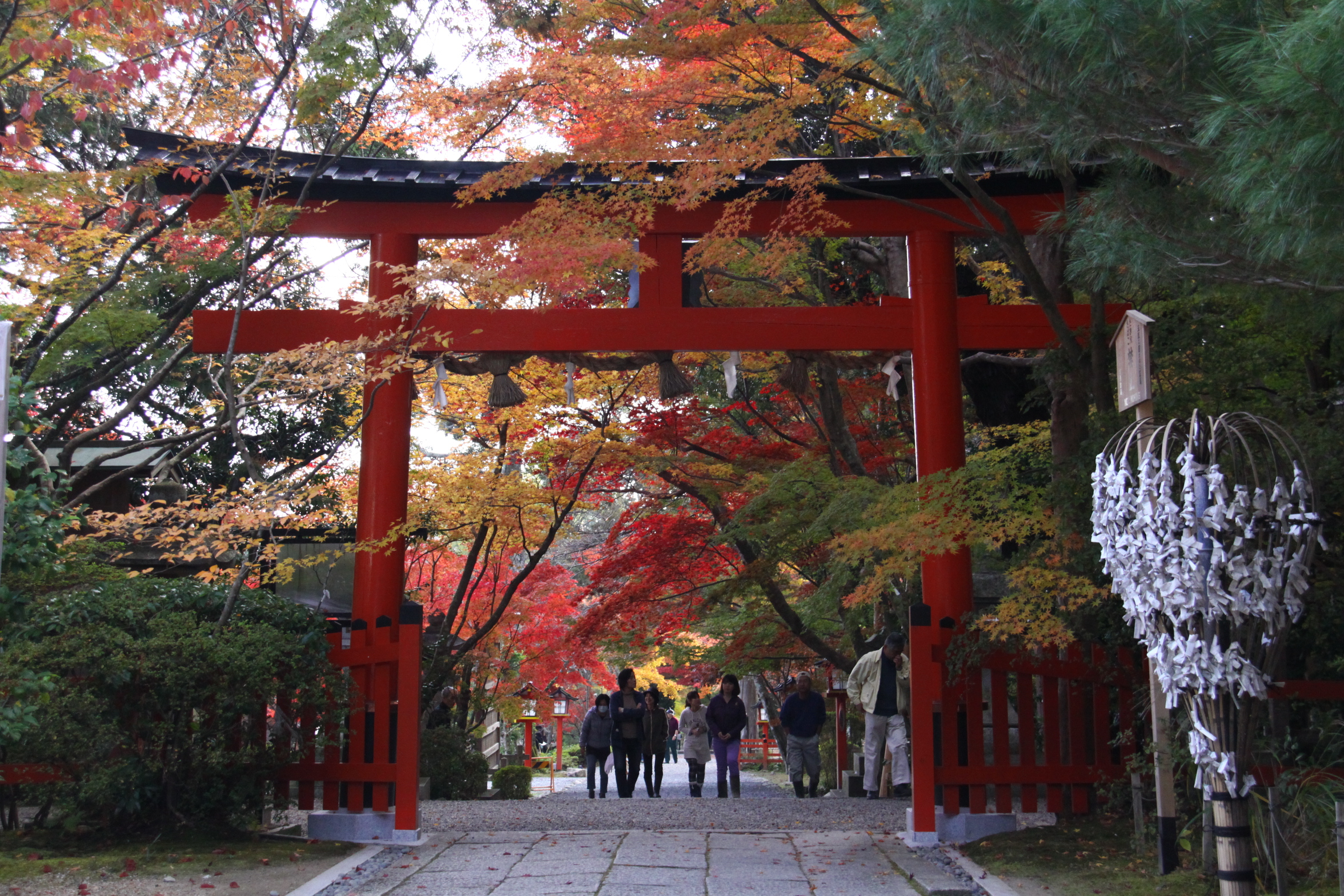
三の鳥居（中門の前から）
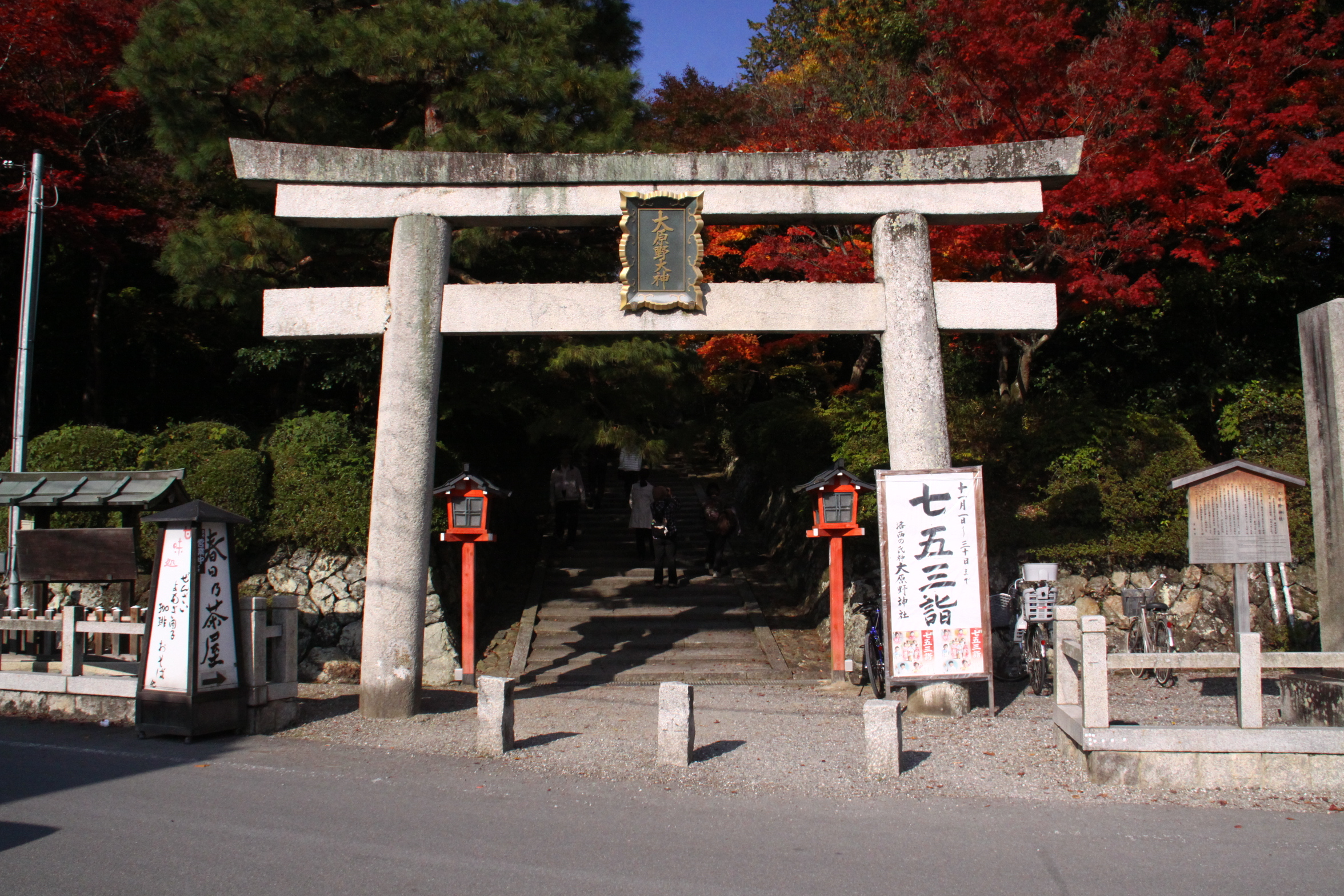
一の鳥居

## 文化財

### 京都市指定有形文化財
- 大原野神社 8棟（建造物）
江戸時代後期の造営。2003年（平成15年）4月1日に本殿4棟・中門1棟・東西廊2棟の7棟が指定[3]、2017年（平成29年）3月31日に摂社若宮社1棟が追加指定[4]。
  - 本殿 4棟
  - 中門 1棟
  - 東西廊 2棟
  - 摂社若宮社 1棟

### 京都市登録無形民俗文化財
- 大原野神社の神相撲 - 2015年（平成27年）3月31日登録[5]。

## 前後の札所
神仏霊場巡拝の道
85 善峯寺　-　86 大原野神社　-　87 松尾大社

## 現地情報
所在地
- 京都府京都市西京区大原野南春日町1152

交通アクセス
- 東向日駅（阪急京都本線）または向日町駅（JR京都線）から
阪急バス（南春日町行き）で「南春日町」バス停下車 （乗車時間約20分、下車後徒歩約7分）
- 桂駅（阪急京都本線）から
京都市営バス（臨西2番）「南春日町」バス停下車 （乗車時間約20分、下車後徒歩約7分）

周辺
- 正法寺
- 勝持寺
- 十輪寺
- 善峯寺
- 三鈷寺

## 関連図書
- 安津素彦・梅田義彦編集兼監修者『神道辞典』神社新報社、1968年、16頁
- 白井永二・土岐昌訓編集『神社辞典』東京堂出版、1979年、74頁
- 菅田正昭『日本の神社を知る「事典」』日本文芸社、1989年、141-143頁
- 上山春平他『日本「神社」総覧』新人物往来社、1992年、188-189頁